# Agentschap voor Buitenlandse Handel
Het Agentschap voor Buitenlandse Handel (ABH) is een Belgisch agentschap dat in 2002 werd opgericht ter bevordering van de Belgische buitenlandse handel.

## Historiek
Het Agentschap voor Buitenlandse Handel werd opgericht via het Samenwerkingsakkoord van 24 mei 2002 tussen de Federale Overheid en de Gewesten. De bevoegdheid "buitenlandse handel" heeft in België de laatste decennia enkele fases van regionalisering doorgemaakt. Tot 1990 was de Belgische Dienst voor Buitenlandse Handel (BDBH) de belangrijkste instelling voor exportpromotie. In 1990 werd een Waals agentschap (Agence wallonne à l’Exportation et aux Investissements Etrangers, AWEX) opgericht, in 1991 kwam er een Vlaams equivalent (het huidige Flanders Investment & Trade - FIT). In datzelfde jaar ontstond eveneens Brussels Invest & Export, nu hub.brussels. 
Het Agentschap heeft als Erevoorzitter Zijne Majesteit Koning Filip en als Voorzitter Didier Malherbe. Mevrouw Sarah Albaladejo Garcia is Vicevoorzitster van de Raad van Bestuur van het Agentschap. 

## Financiering
De financiering van het Agentschap wordt verzekerd door een geïndexeerde federale dotatie en door bijdragen van de gewesten op basis van de verdeelsleutel met betrekking tot de belastingen op natuurlijke personen.

## Activiteiten
Het Agentschap voor Buitenlandse Handel spant zich in om de drie Gewesten en de Federale overheid te steunen bij de bevordering van de buitenlandse handel. 
Volgens artikel 3 van het Samenwerkingsakkoord van 24 mei 2002 tussen de Federale overheid en de Gewesten, is het Agentschap bevoegd voor:
- het beslissen en het overgaan tot de organisatie van gezamenlijke handelsmissies op initiatief van één of meer Gewesten of op vraag van de Federale Overheid;

- het organiseren, ontwikkelen en verspreiden van informatie, studies en documentatie over de buitenlandse markten ten behoeve van de gewestelijke diensten belast met de buitenlandse handel in overeenstemming met bijlage 1;

- de taken van gezamenlijk belang waartoe de Raad van Bestuur unaniem heeft beslist. De Raad heeft in december 2014 in die hoedanigheid beslist dat het ABH vanaf 2015 bijdraagt tot de logistieke organisatie en het economische luik van twee buitenlandse Staatsbezoeken van het Belgische vorstenpaar per jaar.

## 1. Organisatie van gezamenlijke economische zendingen
Het Agentschap organiseert twee gezamenlijke economische zendingen per jaar, in samenwerking met Flanders Investment & Trade (FIT), het Agence wallonne à l’Exportation et aux Investissements Etrangers (AWEX) en hub.brussels. Daarnaast wordt samengewerkt met de FOD Buitenlandse Zaken die instaat voor de protocollaire en politieke aspecten van het programma. Aan de zendingen, die vooral focussen op buitenlandse economische groeiregio’s en -landen, nemen bedrijven uit diverse sectoren deel. Belgische bedrijfsafgevaardigden kunnen er op hoog niveau contacten leggen met lokale industriële topspelers, organisaties en overheidsinstanties.

## 2. Informatieverspreiding (over buitenlandse markten)
Het Agentschap staat ook in voor het ontwikkelen en verspreiden van informatie over buitenlandse markten. De dienst Overseas Business Opportunities Centre verspreidt drie categorieën van handelsberichten: handelsvoorstellen, openbare aanbestedingen en internationale projecten. De dienst bezorgt ook proceduregidsen, lastenboeken tegen kostprijs, gepersonaliseerde statistiekabonnementen over de buitenlandse handel, newsflashes met de laatste nieuwe economische en juridische ontwikkelingen en organiseert seminaries met betrekking tot de internationale handelsopportuniteiten voor Belgische bedrijven.
Sinds 1 april 2015 werd overigens een nieuw pakket, Trade4U genaamd, gelanceerd opdat bedrijven gepersonaliseerde handelsopportuniteiten via een app zouden kunnen ontvangen. Ook stelt het ABH economische studies, economische studies en nota’s met vergelijkende nationale en internationale statistische gegevens over de buitenlandse handel ter beschikking. Tot slot wordt advies verstrekt over internationale handelsreglementering en –wetgeving.